# ソラノコエ
『ソラノコエ』は、angelaの再デビュー後1枚目のアルバム。2003年12月3日にスターチャイルドから発売された。

## 概要
シングル曲のタイアップになったテレビ東京系列テレビアニメ『宇宙のステルヴィア』を関連の楽曲を4曲収録している。同日にシングル「merry-go-round」がリリースされている（本作には収録されていない）。

## 収録曲
- （全曲）作詞：atsuko、作曲：atsuko・KATSU、編曲：KATSU

1. Over the Limits
2. 明日へのbrilliant road
3. 奇跡のRing
4. Pain
5. Dear my best friend
6. 綺麗な夜空
7. 幸せの温度
8. カレイドスコープ
9. how many?
10. The end of the world

## タイアップ
| 曲名                   | タイアップ                                                                 | 備考                                              |
| ---------------------- | -------------------------------------------------------------------------- | ------------------------------------------------- |
| 明日へのbrilliant road | テレビ東京系列テレビアニメ『宇宙のステルヴィア』オープニングテーマ         | 2度目のメジャー・デビューシングル。               |
| Dear my best friend    | テレビ東京系列テレビアニメ『宇宙のステルヴィア』グランドエンディングテーマ | 最終話エンディングテーマ。                        |
| 綺麗な夜空             | テレビ東京系列テレビアニメ『宇宙のステルヴィア』前期エンディングテーマ     | 2度目のメジャー・デビューシングルのカップリング。 |
| how many?              | 東海ラジオ他『angelaのsparking!talking!show!』オープニングテーマ           | angelaの冠番組。                                  |
| The end of the world   | テレビ東京系列テレビアニメ『宇宙のステルヴィア』後期エンディングテーマ     | 2ndシングル。                                     |